# Don Camilo, monseñor
Don Camilo, monseñor (título original en italiano: Don Camillo monsignore... ma non troppo) es una película de 1961. Es el cuarto episodio de la saga de don Camillo y Peppone, dirigida por Carmine Gallone y basado en las historias de Giovannino Guareschi. Debería haber sido el último capítulo de la saga, pero en cambio tuvo éxito en la taquilla pues recaudó 1.105.024.406 liras.[cita requerida]

## Reparto
- Fernandel: Don Camilo
- Gino Cervi: Giuseppe “Peppone” Bottazzi
- Leda Gloria: Maria Bottazzi
- Gina Rovere: Gisella Marasca
- Karl Zoff: Walter Bottazzi
- Valeria Ciangottini: Rosetta Grotti
- Saro Urzì: Brusco alcalde
- Marco Tulli: Smilzo
- Andrea Checchi: gerente de la PCI Roma
- Ruggero De Daninos: Secretario de Don Camilo
- Emma Gramatica: Desolina
- Carlo Taranto: Marasca
- Armando Bandini: don Carlino
- Giuseppe Porelli: Dr. Galluzzi
- Andrea Scotti: el líder de los jóvenes atletas
- Giulio Girola: Grotti, el padre de Rosetta
- Alexandre Rignault: Bagotti
- Carlo Giuffré: sargento de la policía
- Armando Migliari: un líder democristiano
- Ignazio Balsamo: un camarada socialista
- Elio Folgaresi: poblar
- Spartaco Pellicciari: poblar
- Franco Pesce: sacristán
- Gustavo Serena: poblar
- Mario Siletti: Otro exponente demócrata
- Paul-Emile Deiber: Voz del crucifijo (versión en francés), Renzo Ricci (versión en italiano)
- Narrador: Sergio Fantoni

## Doblaje en España
- Don Camilo: Félix Acaso
- Giuseppe “Peppone” Bottazzi: Paco Hernández
- Brusco alcalde: Juan Perucho
- Delegado comunista: Luis Gaspar
- Desolina: Ana Díaz Plana
- Walter Bottazzi: José Luis Gil
- Dr. Galluzzi: Luis Gaspar
- Secretario de Don Camilo: Luis Carrillo
- Narrador: Claudio Rodríguez

## Seguido
- El camarada Don Camilo (1965)
- Don Camillo e i giovani d'oggi (1970)